# Ниси, Кацудзо
Кацудзо Ниси (яп.  西 勝造, 1884–1959) ー японский инженер и учитель Айкидо. В 1927 году создал собственную систему оздоровления, являясь на тот момент ведущим техническим инженером первого проекта метрополитена в Японии – Токийского метрополитена.

## Биография
С юных лет Кацудзо был вынужден бороться за свое здоровье. Им он был обязан собственным методикам оздоровления, которые стали итоговым результатом многолетнего внимательного изучения и испытания практически каждой теории здоровья и профилактической медицины, существовавшей в мире.
Будучи учителем айкидо в Айкидо Айкикай, Ниси познакомил айкидоков с Системой оздоровления. В результате определенные упражнения, например упражнение Золотая рыбка (kingyō undō, 金魚運動), были включены в айкидо, а айкидоки освоили новый подход в заботе о своем здоровье.
Когда мы смотрим на людей, занимающихся айкидо, мы видим, что их стойка похожа на равносторонний четырехгранник. Мы наблюдаем, как они начинают характерное сферическое вращение. Они изменяются по-разному, расширяясь и растягиваясь, сохраняя сосредоточенное равновесие. Они ー полностью управляемые фигуры. Когда тело под контролем, это лучше всего для здоровья.
После войны Ниси консультировал Киссёмару Уэсиба относительно восстановления Айкидо Айкикай.

## Публикации
- Ниши Кацудзо. Алхимия здоровья: 6 "золотых" правил: система Кацудзо Ниши на практике. — Санкт-Петербург: Крылов, 2011. — 250 с. — ISBN 978-5-4226-0163-9.
- Ниши Кацудзо. Здоровье капилляров. — Санкт-Петербург: Вектор, 2011. — 152 с. — ISBN 978-5-9684-0792-4.
- Ниши Кацудзо. Оздоровление сосудов и крови. — Санкт-Петербург: Вектор, 2009. — 119 с. — ISBN 978-5-9684-1149-5.